# ابن مجبر
أبو بكر يحيى بن عبد الجليل بن عبد الرحمن بن مُجبَر الفِهري يعرف عمومًا بـابن مُجبَر (1140 - 16 ديسمبر 1192) (534 - 10 ذو الحجة 588) شاعر أندلسي من أهل القرن الثاني عشر الميلادي/ السادس الهجري. ولد في بلدة شقورة أو بلش مالقة. تعلم في مرسية وسكن إشبيلية. دخل بلاط الموحدين وامتدح عددا من أمرائهم. توفي في مراكش. حقق أشعاره محمد زكريا عناني في كتابه «شعر ابن مجبر الأندلسي» ونشره سنة 2000. 

## سيرته
هو أبو بكر يحيى بن عبد الجليل بن عبد الرحمن بن مُجبَر الفِهري. ولد نحو سنة 534 هـ/ 1139 م في بلدة شقورة أو بلش مالقة. تعلم في مرسية وسكن إشبيلية ثم أخذ يَفِدُ على بلاط الموحدين في مراكش عامًا بعد عام من قبل أن يَلي يعقوب بن يوسف الملُك على الموحدين سنة 580 هـ. ثم سكن مراكش، وتوفي بها ليلة الأضحى سنة 588/ 16 ديسمبر 1192.

## مهنته الأدبية
عرف في عصر الموحدين بأنه شاعر الأندلس والمغرب العربي حتى لقّب بـ«بحتري الأندلس». جاء في سير أعلام النبلاء عنه «مدح المُلُوْك، وَشَهِدَ لَهُ بِقَوَّة عَارضته، وَسلاَمَة طبعه، وَفحُوْلَة نَظمه، قصَائِدُه الَّتِي سَارَتْ أَمثَالاً، وَبعدت منَالاً.» وهو شاعرٌ مكثرٌ كان له ديوانٌ في مجلدين كبيرين يضُمّان أكثر من تسعة آلاف وأربعمائة بيت، أكثرها في مديح المنصور الموحدي، أميرًا وخليفةً. اشتهر بقصائده الطوال، ومقطّعاته القصار، وكان يرتجل أيضًا. وفنون شعره المديح والرثاء والهجاء والوصف والأدب والحكمة، وقد اشتهر في الهجاء خاصة.

ويقال أن ابن مجبر اشترك في تأليف مقامة عرفت باسم «المقامة الحسينية» التي وردت في مجموعة أدباء مالقة لابن خميس. حقق أشعاره محمد زكريا عناني ونشره في سنة 2000 في كتابه «شعر ابن مجبر الأندلسي».  وقال عنه في آخر فصل «أضواء على حياته» «أننا أمام شاعرية ناضجة، تسسم بالطبع والقدرة على تشخيص المواقف ورسم الانفعالات، وترتكز على نسيج شعري سهل استطاع أن ينفذ إلى نفوس الناس في عصره، فاستحوذ على إعجابهم، وبذا فأن القيمة الفنية لهذا الشعر تتجاوز القيمية التاريخية «الوثائقية»، وتدفع إلى ضرورة جمع وتحقيق ما سلم منه.»

من شعره يمدح المنصور الموحدي، بصيغة مختصرة: